# Numero di Rouse
Il numero di Rouse (tipicamente indicato con P, R o Z) è un numero adimensionale usato in fluidodinamica per definire il profilo di concentrazione di solidi sospesi in un fluido e con quale modalità tale parte solida è trasportata dal fluido.
Prende il nome dallo statunitense Hunter Rouse, ricercatore noto per i suoi studi sulla meccanica dei fluidi turbolenti, che lo introdusse nel 1937.

## Definizione
Il numero di Rouse è definito come il rapporto tra la velocità di caduta di una particella in acqua ferma, {\displaystyle w_{s}}, e la velocità di mescolamento turbolenta, data dal prodotto della costante di Von Kármán per la velocità di attrito, {\displaystyle u_{*}}, che misura l’entità dello sforzo tangenziale al fondo:
{\displaystyle \mathrm {P} ={\frac {w_{s}}{\kappa u_{*}}}}
Talvota nell'equazione è incluso anche un fattore β, costante, che correla la viscosità dei vortici con la loro diffusione. Tale fattore è solitamente considerato pari a 1 e viene quindi normalmente ignorato nella comune applicazione della formula, tuttavia, per completezza esso può essere incluso nella definizione del numero di Rouse come di seguito:
{\displaystyle \mathrm {P} ={\frac {w_{s}}{\beta \kappa u_{*}}}}

## Utilizzi
Nel caso di trasporto in sospensione, le particelle sono mosse dalla corrente secondo il profilo di distribuzione della velocità lungo la verticale e il profilo di Rouse, di cui il numero di Rouse è un parametro di scala caratteristico, permette proprio di descrivere la concentrazione media di tali sedimenti lungo la verticale. Per valori piccoli del numero di Rouse (P) il profilo di concentrazione tende a diventare più uniforme lungo la verticale, lasciando prevede un trasporto significativo, con il solido ben distribuito su tutta la colonna d'acqua. Se invece P è elevato, allora il solido in sospensione sarà maggiormente concentrato in prossimità del fondo, e la quantità di solido sospeso nella parte superiore del flusso sarà modesta. In quest'ultimo caso, si sperimenta un trasporto meno importante, poiché le velocità della corrente fluida in prossimità del fondo sono più limitate e contribuiscono quindi meno a trascinare le particelle sospese.
Il numero di Rouse è utilizzato anche per determinare con quale modalità di trasporto le particelle sospese si muovero nel fluido. La seguente tabella fornisce la classificazione di tali modalità in funzione del numero di Rouse.
| Modalità di trasporto     | Numero di Rouse |
| ------------------------- | --------------- |
| Inizio del moto           | <7,5            |
| Fondo                     | 2,5< R <7,5     |
| Sospensione: 50% sospeso  | 1,2< R <2,5     |
| Sospensione: 100% sospeso | 0,8< R <1,2     |
| Dilavamento               | <0,8            |